# Waldfischbach

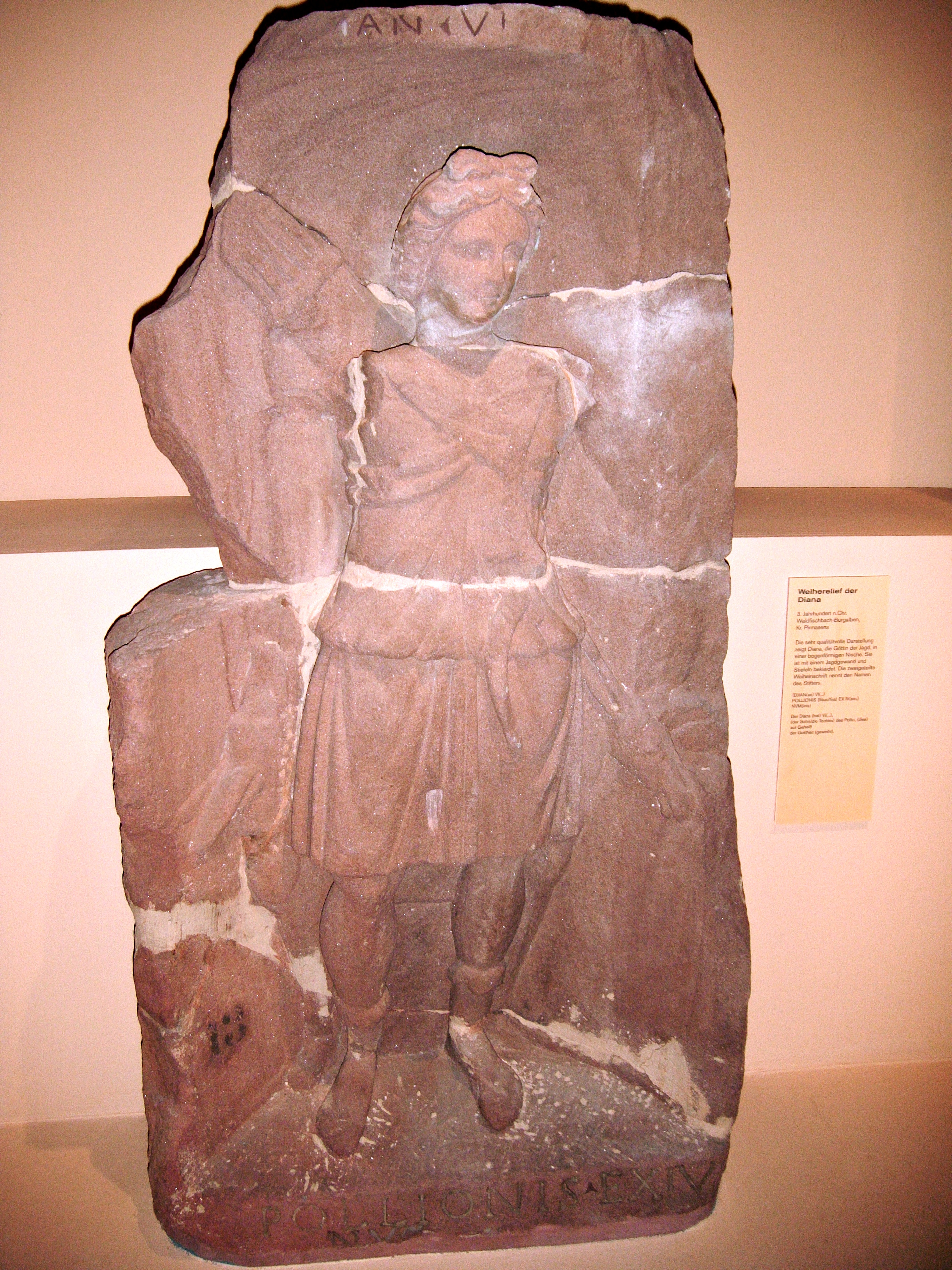
Dianarelief aus Waldfischbach, Historisches Museum der Pfalz, Speyer

Waldfischbach ist mit knapp 4000 Einwohnern der größere Ortsteil der im rheinland-pfälzischen Landkreis Südwestpfalz liegenden Ortsgemeinde Waldfischbach-Burgalben. Bis 1969 war er eine selbständige Gemeinde.

## Lage
Der Ort liegt am westlichen Rand des Pfälzerwald, im sogenannten Pfälzischen Holzland. Westlich schließt sich die zur Westricher Hochfläche gehörende Sickinger Höhe an. Mitten durch Waldfischbach fließt die Moosalb, die wenig später in den Schwarzbach mündet. Letzterer fungiert als Namensgeber für das Schwarzbachtal, in dem sich der Ort befindet. Östlich des Siedlungsgebiets erstreckt sich der 399 Meter hohe Galgenberg. Zu Waldfischbach gehören zudem die Wohnplätze Forsthaus Rohwald und Wappenschmiede (Strandbad).

## Geschichte
Auf eine Besiedlung der Gemarkung in römischer Zeit deuten zum einen die nahe Heidelsburg und die dort gemachten Funde hin. Zum anderen weist ebenso ein Dianarelief aus der Zeit um 200 nach Christus, das 1847 entdeckt wurde und sich in der römischen Sammlung des Historischen Museums der Pfalz zu Speyer befindet, auf antike Siedlungsspuren hin.
Waldfischbach wurde im Jahre 1182 erstmals urkundlich erwähnt.
Von 1559 bis 1592 gehörte Waldfischbach zu Pfalz-Lautern, anschließend bis Ende des 18. Jahrhunderts zur Kurpfalz. Von 1798 bis 1814, als die Pfalz Teil der Französischen Republik (bis 1804) und anschließend Teil des Napoleonischen Kaiserreichs war, war Waldfischbach Sitz des gleichnamigen Kantons, dem 20 weitere Gemeinden angehörten, sowie der gleichnamigen Mairie, die zusätzlich Burgalben, Schmalenberg und Schopp umfasste. 1815 hatte Waldfischbach 350 Einwohner. Im selben Jahr wurde der Ort Österreich zugeschlagen. Anschließend wechselte der Ort in das Königreich Bayern. Von 1818 bis 1862 war Waldfischbach Bestandteil des Landkommissariat Pirmasens, das anschließend in ein Bezirksamt umgewandelt wurde.
1939 wurde der Ort in den Landkreis Pirmasens eingegliedert. Nach dem Zweiten Weltkrieg wurde der Ort innerhalb der französischen Besatzungszone Teil des damals neu gebildeten Landes Rheinland-Pfalz. Im Zuge der ersten rheinland-pfälzischen Verwaltungsreform wurde Waldfischbach mit damals 4.336 Einwohnern am 7. Juni 1969 mit der Nachgemeinde Burgalben zur neuen Gemeinde Waldfischbach-Burgalben zusammengelegt.

## Politik

### Bürgermeister
- ????–1800: Nicolaus Infert
- 1800–1815: Heinrich Stein
- 1815–1817: Ludwig Lanz
- 1817–1849: Heinrich Schaaf
- 1849–1850: Peter Stein
- 1850–1850: Jakob Riedinger
- 1851–1852: Heinrich Kieborz
- 1852–1853: Jakob Riedinger
- 1853–1868: Heinrich Laudemann
- 1864–1874: Jakob Schaaf
- 1875–1883: Adam Wahl
- 1883–1901: Jakob Jochum
- 1902–1903: Martin Schaaf
- 1903–1910: Friedrich-Wilhelm Jentzer
- 1910–1921: Carl Stöß
- 1921–1921: Karl Kieborz
- 1921–1923: August Stöß
- 1923–1927: Daniel Woll
- 1927–1929: Friedrich Stöß
- 1930–1945: Philipp Rothhaar
- 1945–1946: August Bauer
- 1946–1950: August Bauer
- 1950–1962: Ludwig Stein
- 1963–1969: Emil Dietrich

### Wappen
| Wappen von Waldfischbach | Blasonierung: „In Schwarz rechts ein linksgewendeter rotbewehrter und -bezungter goldener Löwe, links ein aufgerichteter, zugewendeter silberner Fisch mit goldenen Flossen.“                         |
| Wappen von Waldfischbach | Wappenbegründung: Der Löwe weist auf die einstige Zugehörigkeit zur Kurpfalz hin Der im Wappen dargestellte Fisch wurde in das Wappen der neu gebildeten Gemeinde Waldfischbach-Burgalben übernommen. |

## Kultur

### Kulturdenkmäler
Mit der Heidelsburg existiert vor Ort eine Denkmalzone. Hinzu kommen außerdem insgesamt 21 Einzelobjekte, die unter Denkmalschutz stehen; darunter befindet sich die katholische Kirche St. Joseph. Die meisten Objekte befinden sich in der örtlichen Hauptstraße.

### Natur
Mit der Felsengruppe Drei Felsen, dem Gerstenfels und dem Galgenfels existieren vor Ort insgesamt drei Naturdenkmale.

### Vereine
Vor Ort existiert die SG Waldfischbach.

### Veranstaltungen
Am 13. und 14. Mai 2000 fand vor Ort die Jahreshauptversammlung des Gnadauer Posaunenbundes statt.

## Wirtschaft und Infrastruktur

### Wirtschaft
Wie in der gesamten Region Pirmasens entwickelte sich im Laufe des 19. Jahrhunderts in Waldfischbach die Schuhindustrie zu einem wichtigen Wirtschaftszweig. Ein bedeutender Arbeitgeber aus dieser Branche war die örtliche Firma Mattil.

### Institutionen
Während der Zugehörigkeit zu Frankreich war der Ort Sitz eines Friedensgerichts, das dem Tribunal erster Instanz Zweibrücken unterstand. Bis 1966 war Waldfischbach zudem Sitz eines Amtsgerichts.

### Verkehr
Schiene

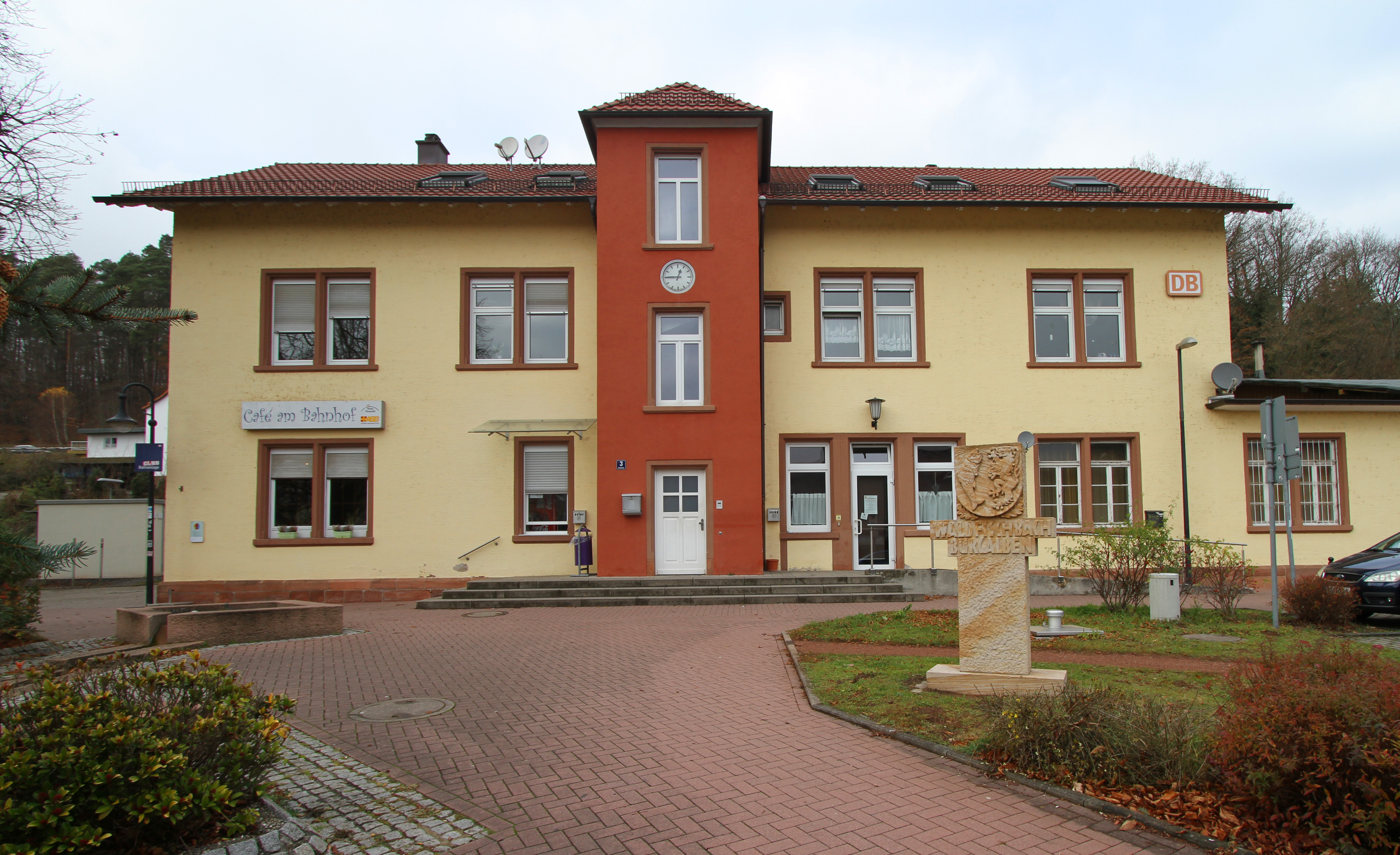
Bahnhof Waldfischbach

Seit 1904 verfügt der Ort über einen Eisenbahnanschluss. Der Bahnhof befindet sich am nordwestlichen Siedlungsrand. Er verfügt über ein Empfangsgebäude, das jedoch für den Bahnbetrieb inzwischen keine Bedeutung mehr besitzt.
Nachdem er zunächst Endpunkt der Biebermühlbahn vom Bahnhof Biebermühle – seit 1938 Pirmasens Nord – war, wurde die Strecke 1913 bis nach Kaiserslautern durchgebunden. Er besitzt ein mechanisches Stellwerk mit der Bezeichnung Wf, das 1955 entstand und bis Herbst 2017 mit einem Fahrdienstleiter besetzt war.
Der Bahnhof stellt mittlerweile die einzige Kreuzungsmöglichkeit zwischen Pirmasens Nord und Schopp dar. Er wird im Stundentakt von Zügen der Regionalbahnlinie 64 bedient, die ihn mit Pirmasens und Kaiserslautern verbindet. Wie die gesamte Westpfalz war der Bahnhof zunächst Teil des Westpfalz-Verkehrsverbundes (WVV), ehe dieser sechs Jahre später im Verkehrsverbund Rhein-Neckar (VRN) aufging.
Straßenverbindungen

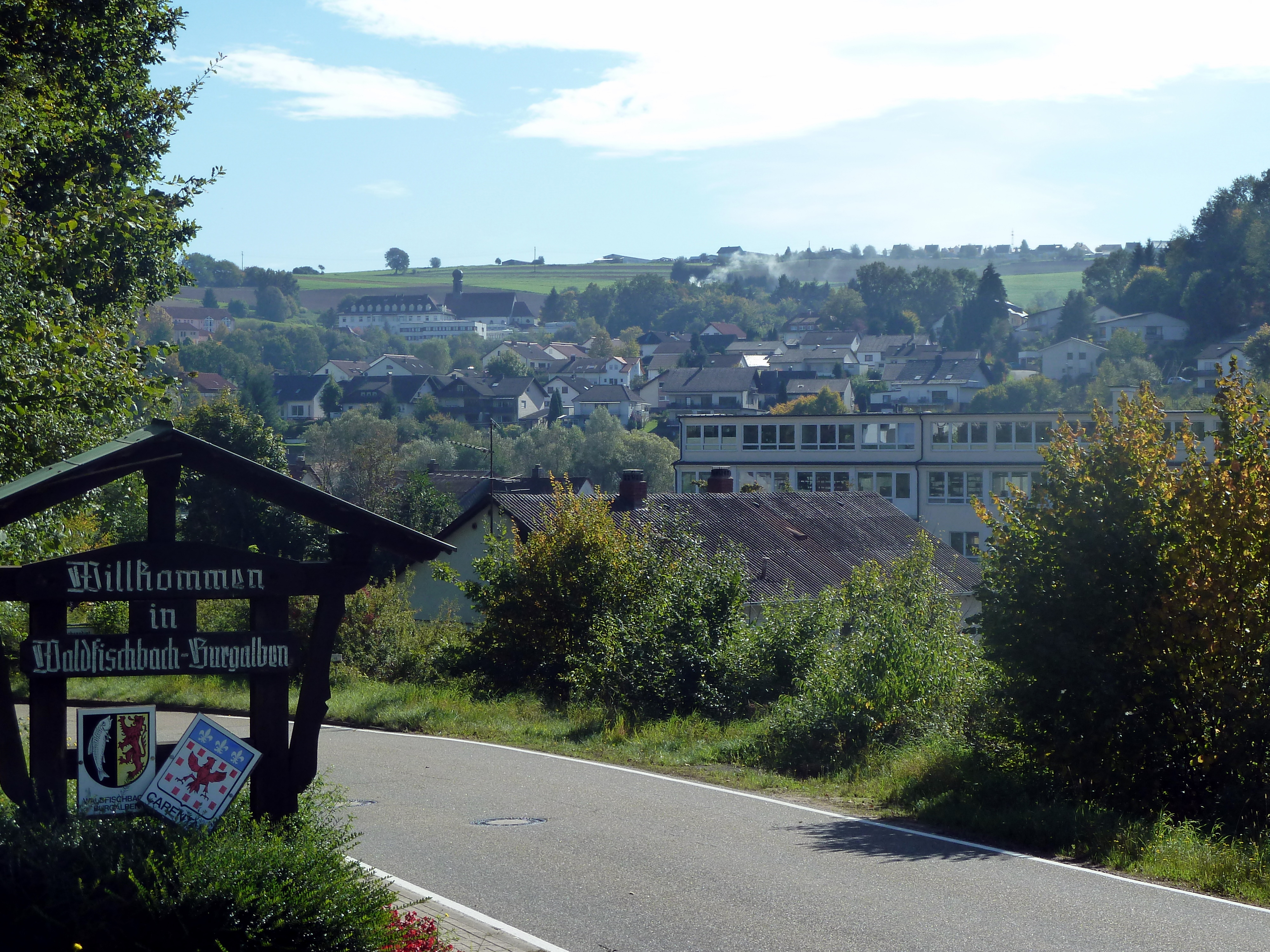
Kreisstraße 24 am Ortseingang von Waldfischbach

Bereits zu Zeiten der Römer existierte eine Straße, die von Kaiserslautern bis nach Waldfischbach verlief.
Die B 270 von Pirmasens nach Kaiserslautern verläuft als Umgehungsstraße direkt am Ort vorbei. Von dieser existieren insgesamt drei Abfahrten: Eine ins Industriegebiet, eine in den Nachbarort Burgalben und eine in den Kernort von Waldfischbach. Angebunden an den Ort ist sie mit der Landesstraße 501. Die Landesstraße 498 führt über Donsieders und Clausen bis nach Merzalben. Die Landesstraße 499 verbindet Waldfischbach mit Heltersberg und Johanniskreuz. Die Kreisstraße 24 führt Richtung Höheinöd und die Kreisstraße 25 nach Hermersberg. Die Kreisstraße 32 stellt eine Verbindung nach Leimen her.

### Tourismus
Durch Waldfischbach verläuft der mit einem gelben Kreuz markierte Fernwanderweg Saar-Rhein-Main. Zudem liegt der Ort an der Route eines Wanderwegs, der mit einem grün-gelben Balken markiert ist und der von Kirchheimbolanden bis nach Hirschthal verläuft. Darüber hinaus ist der Bahnhof Ausgangspunkt der Tour 2 des Mountainbikepark Pfälzerwald.

## Persönlichkeiten

### Ehrenbürger
- Karl Foltz (1865–1961), Pfarrer in Waldfischbach, Prälat, stiftete aus eigenem Vermögen die Kirche St.-Joseph, ernannt 1949

### Söhne und Töchter des Ortes
- Eugen Bindewald (1846–1922), Ingenieur und von 1875 bis 1913 Stadtplaner von Kaiserslautern
- Albert Zapf (1870–1940), Politiker und Industrieller, Mitglied des Reichstages und Vorsitzender des Aufsichtsrats der Südzucker AG
- Friedrich Wenner (1876–1955), Verwaltungsjurist
- Albert Zwick (1890–1958), Statistiker und Staatswissenschaftler
- Richard Kling (1905–1990), Politiker (CDU)
- Hermann Zwecker (1905–1987), Arzt und Standesfunktionär
- Gerd Hornberger (1910–1988), Leichtathlet
- Günter Stucky (* 1947), Leichtathlet

### Personen, die vor Ort gewirkt haben
- Friedrich Aulenbach (1810–1882), Dichter, arbeitete zeitweise am Waldfischbacher Friedensgericht.
- Walter Bertram (1901–1993), Maler und Denkmalpfleger, stattete die Kirche St. Josef mit Gemälden aus.
- Friedrich Michel (1843–1925), Oberamtsrichter und Landtagsabgeordneter
- Willi Müller (1911–2004), Schuhfabrikant, besaß vor Ort eine Fabrik.
- Klaus Heinrich Keller (1938–2018), Maler, war Kunsterzieher an der Staatlichen Realschule in Waldfischbach.